# イシドア・マンコフスキー
イシドア・マンコフスキー（Isidore Mankofsky, 1931年9月22日ニューヨーク - 2021年3月11日）は、アメリカ合衆国の映画撮影監督。

## 主な作品
- ジャズ・シンガー The Jazz Singer (1980)
- ある日どこかで Somewhere in Time (1980)